# Sphecodes rufichelis
Sphecodes rufichelis är en biart som beskrevs av Embrik Strand 1912. Sphecodes rufichelis ingår i släktet blodbin, och familjen vägbin. Inga underarter finns listade i Catalogue of Life.